# یواس‌اس استودرت (دی‌دی-۳۰۲)
یواس‌اس استودرت (دی‌دی-۳۰۲) (به انگلیسی: USS Stoddert (DD-302)) یک کشتی بود که طول آن ۹۵٫۸۱ متر (۳۱۴٫۳ فوت) بود. این کشتی در سال ۱۹۱۹ ساخته شد.